# Volkswagen Jetta
A Volkswagen Jetta egy családi autó, amelyet a német Volkswagen gyárt 1979 óta. Összesen 7 generációja van. A Jetta tulajdonképpen a Volkswagen Golf szedánváltozata.

## Az első generáció (A1, Type 16;1979–1984)

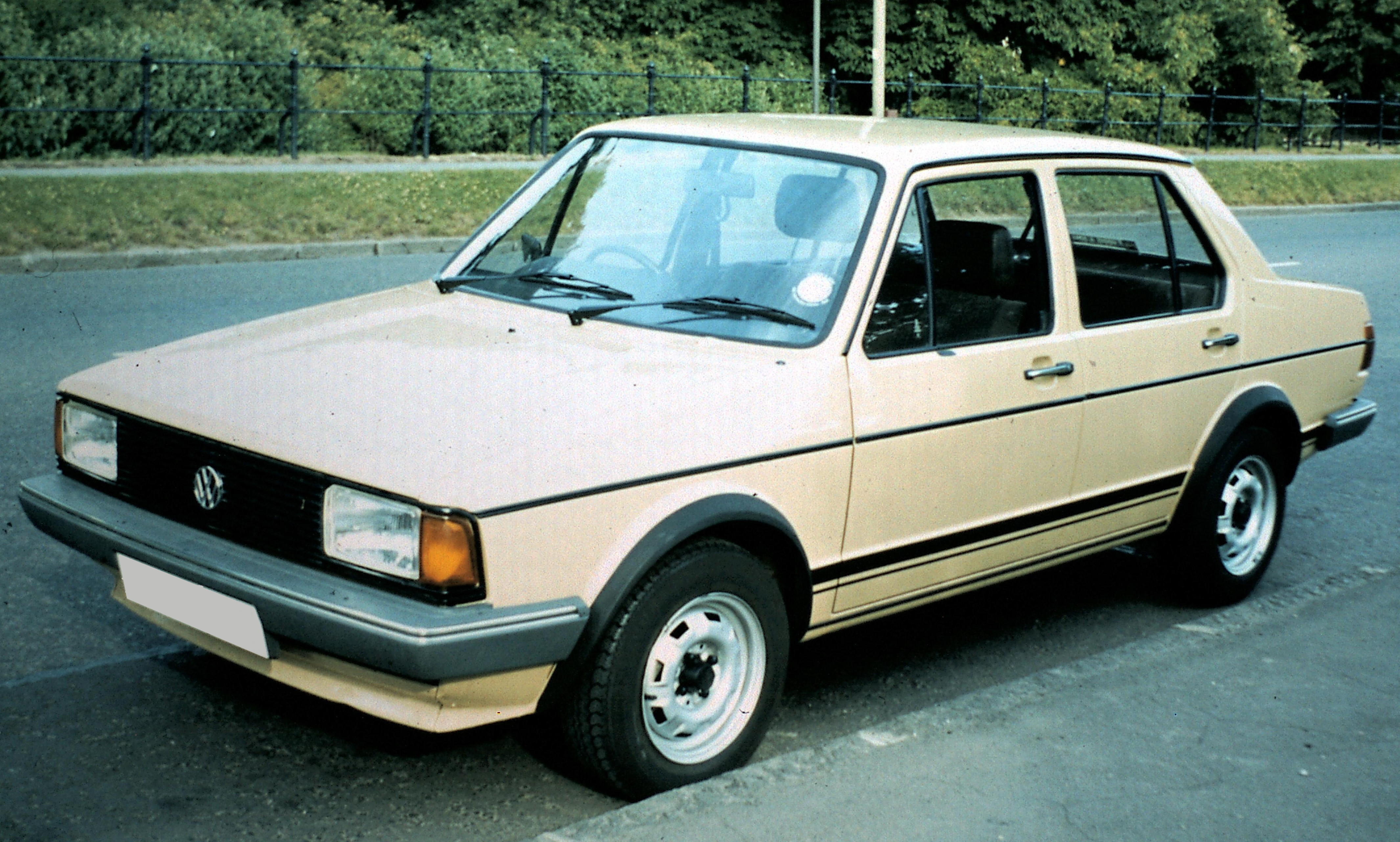
Volkswagen Jetta 1979–1984

Az első típust 1979 augusztusától 1984 februárjáig gyártották. Két másik neve a Volkswagen-Atlanti és a Volkswagen Fox. Két változata is van, egyik a 2 ajtós coupe, másik a 4 ajtós limuzin. Összesen 571 030 darabot gyártottak belőle.
Elérhető volt az alábbi I4 benzinmotorokkal:
- 1,1 literes 50 PS (37 kW; 49 LE)
- 1,3 literes 60 LE (44 kW; 59 LE)
- 1,5 literes 70 LE (51 kW; 69 LE)
- 1,6 literes 85 LE (63 kW; 84 LE)
- 1,6 literes 110 LE (81 kW; 110 LE)
- 1,8 literes 112 LE (82 kW; 110 LE)

Elérhető volt az alábbi I4 dízelmotorokkal:
- 1,6 literes 54 LE (40 kW; 53 hp)
- 1,6 literes 70 LE (51 kW; 69 LE) TD

## A második generáció (A2, Typ 20E/1G;1984–1992)

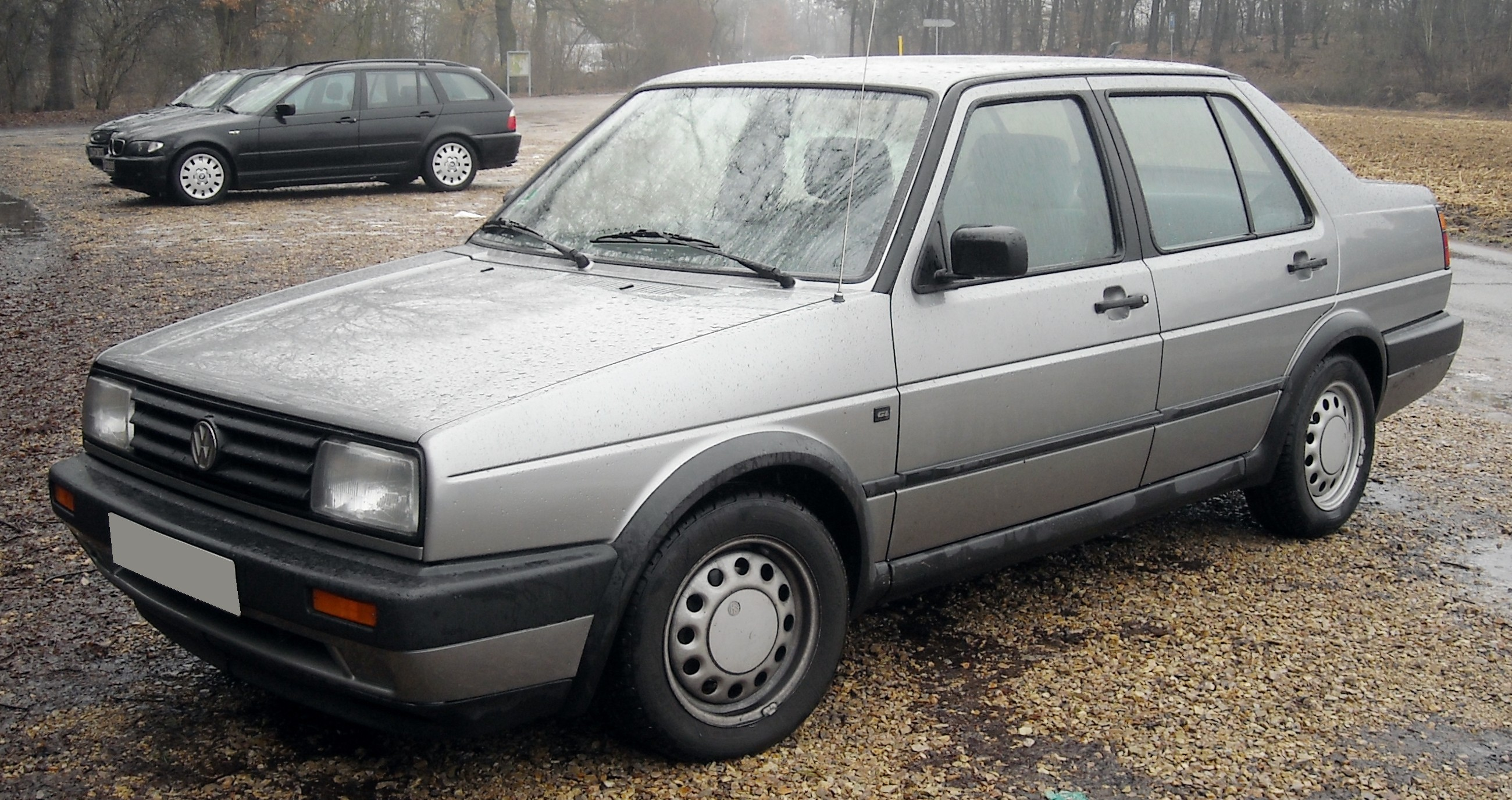
Volkswagen Jetta 1984–1992

Ez a típus már jóval kényelmesebb és modernebb elődjénél. Szintén 2 ajtós szedán és  4 ajtós szedán kivitelben készült. 1984-től 1992-ig összesen 1 708 390 darab került le a futószalagról. Kínában 1991-től napjainkig gyártják.
Fontosabb információk:
Tengelytávolság: 2471 mm  
Hossz: 
1985-1988: 4346 mm 
1989-1992: 4385 mm
Szélesség: 
1680 mm
1985-88 alaptípusok: 1665 mm
Magasság: 1410 mm

## A harmadik generáció (A3, Typ 1H;1992–1999)

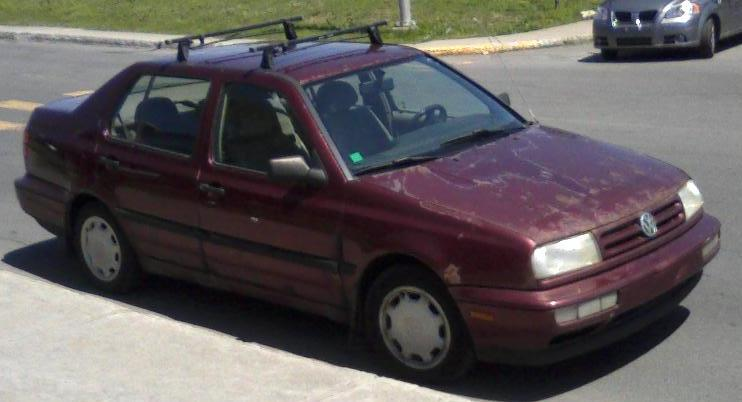
Volkswagen Jetta 1992–1999

Ennek a típusnak az elnevezése Vento, az amerikai piacon Jetta. Ennek már csak egy változata van, a négyajtós szedán. Elsőkerék-meghajtású.
Elérhető volt az alábbi benzinmotorokkal:
- 1,6 literes 55 kW (75 LE) I4 (ABU / AEA / AEE)
- 1,6 literes 74 kW (101 LE) I4 (AEK / AFT)
- 1,8 literes 55 kW (75 LE) I4 (AAM)
- 1,8 literes 66 kW (90 LE) I4 (ABS / ADZ / ADD)
- 2,0 literes 85 kW (116 LE) I4 (2E/ADY/AGG/ABA)
- 2,8 literes 128 kW (174 LE) VR6 12v (AAA)

Elérhető volt az alábbi dízelmotorokkal:
- 1,9 literes 47 kW (64 LE) I4 (1Y)
- 1,9 literes 47 kW (64 LE) I4 SDI (AEY)
- 1,9 literes 55 kW (75 LE) I4 Turbo (AAZ)
- 1,9 literes 66 kW (90 LE) I4 TDI (1Z/AHU)
- 1,9 literes 81 kW (110 LE) I4 TDI (AFN)

Fontosabb információk:
Tengelytávolság: 2470 mm
Hossz: 4400 mm
Szélesség: 1690 mm
Magasság: 1430 mm

## A negyedik generáció (A4, Typ 1J;2000–2005)

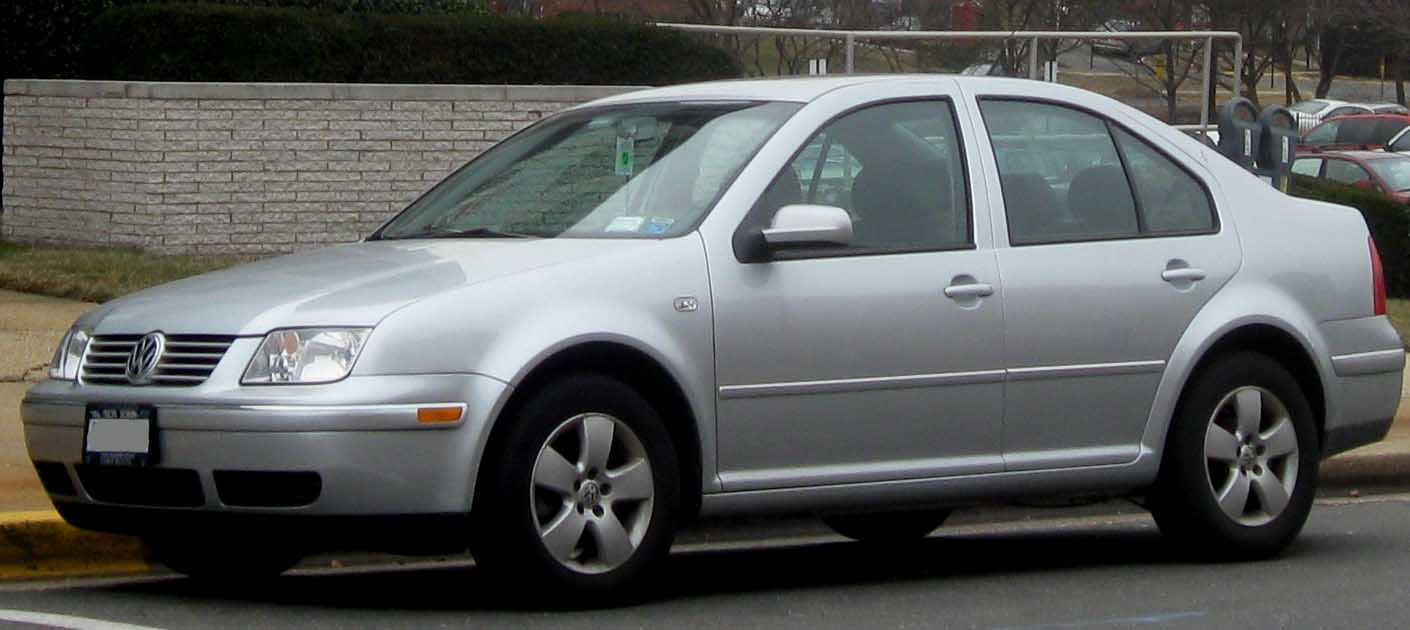
Volkswagen Jetta 2000–2005

Európában Bora típusjelzéssel forgalmazták. Automata és manuális sebességváltóval is választható volt. Két változata van: 4 ajtós szedán és 5 ajtós kombi. A „kombi” valójában a korabeli Golf Variant Jettára átkeresztelt változata volt.
Fontosabb információk:
Tengelytávolság:
négyajtós: 2510 mm
kombi: 2520 mm
Hossz:
négyajtós: 4380 mm
kombi: 4410 mm
Szélesség:
1730 mm-es (68,1-ben)
Magasság:
négyajtós: 1440 mm

## Az ötödik generáció (A5, Type 1K5;2005–2010)

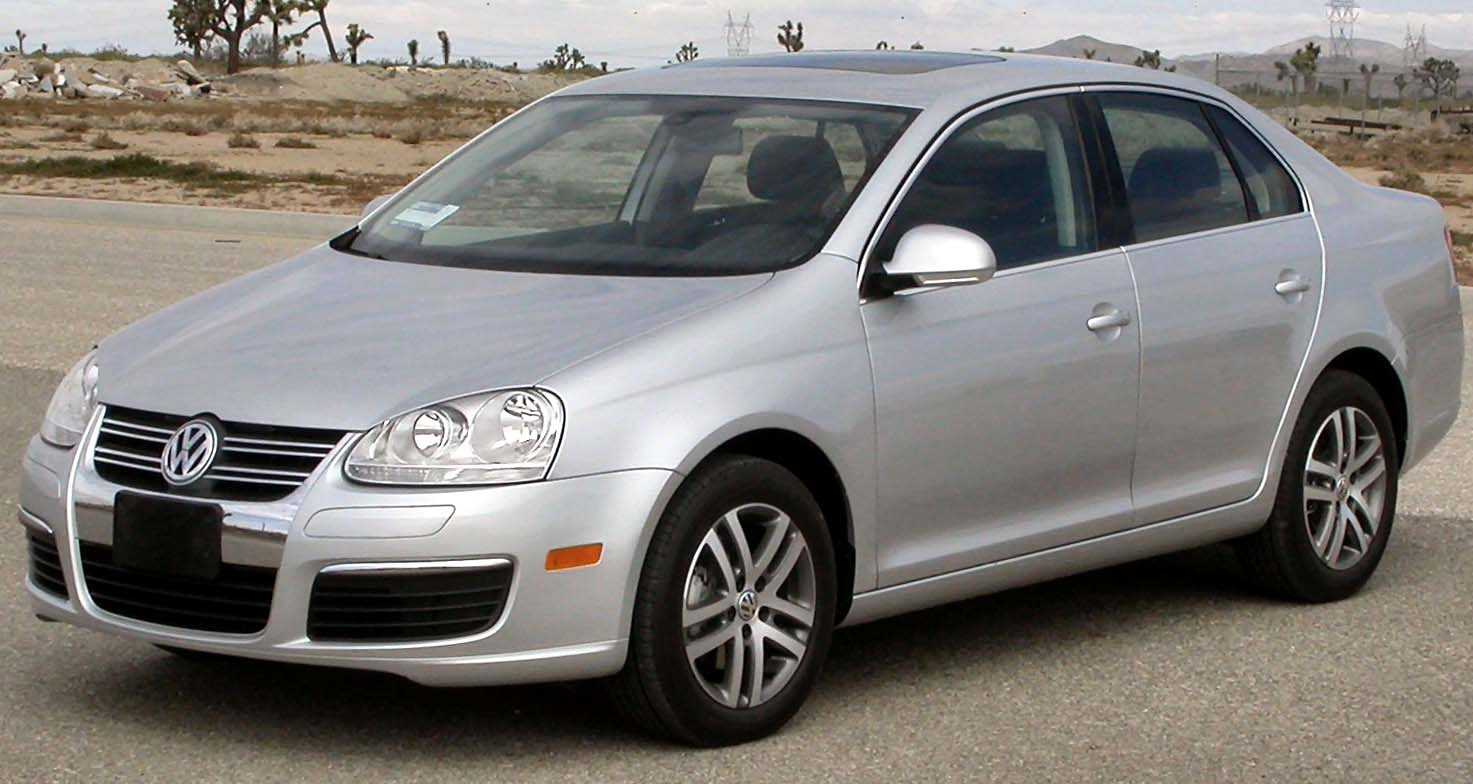
Volkswagen Jetta 2005–2010

Ez a generáció minden eddigit felülmúlt. A klímafelszerelés választhatóan manuális, vagy digitális, az ülései fűthetőek, a legtöbb - korra jellemző - extra megrendelhető volt hozzá. Alapvetően ez is szedán volt, a „kombi” itt Jetta SportWagonra átkeresztelt Golf Variant volt kizárólag az amerikai piacon.
Fontosabb információk:
Tengelytávolság:
2580 mm
Hossz:
4550 mm
kombi: 4557 mm
Szélesség:
1760 mm
2010- kombi: 1781 mm
Magasság:
1460 mm
kombi: 1504 mm

## A hatodik generáció (A6, Type 5C6;2010–2018)

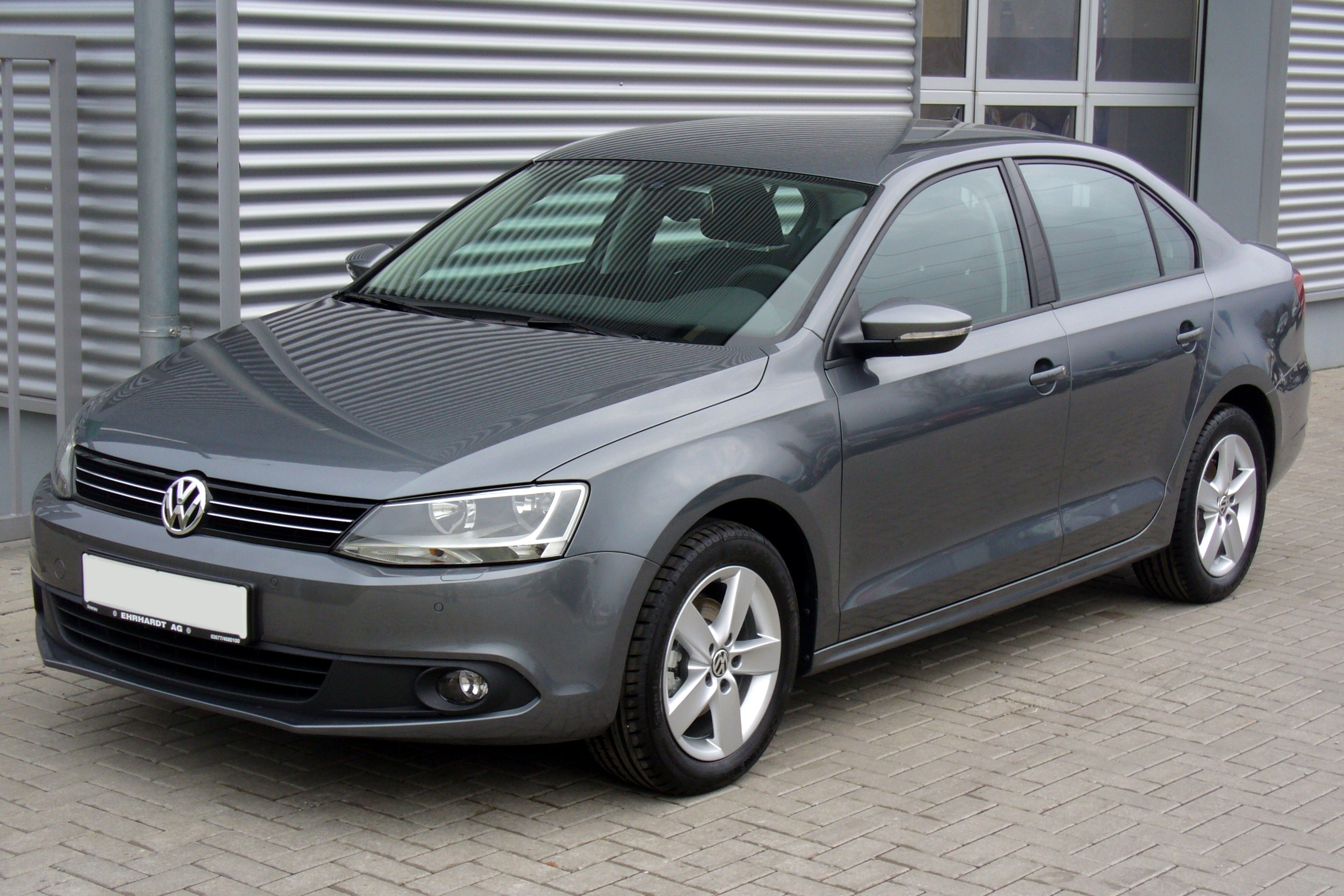
Volkswagen Jetta 2010–2018

Az USA-ban a hatodik generációs Volkswagen Jetta alapára $16.000. A Bora utódjaként lett bemutatva, ez is szedán verzióban volt kapható, a „kombi Jetta” itt is csak amerikai piacos Golf Variant volt. Magyarországon az alapmodell az 1,2-es benzines turbómotorral 4,96 millió forintba kerül, 76 ezerrel olcsóbb az azonos motorú Golfnál. Alapmotorral a 0–100 km/h 10,9 másodperc alatt van meg. A végsebessége 190 km/h.
- Hossz: 4,64 méter (9 centiméterrel hosszabb az elődjénél)
- Magasság: 1,45 méter
- Szélesség: 1,78 méter
- Tengelytáv: 2,65 méter (7 centiméterrel hosszabb az elődjénél)
- Csomagtér: 500 liter

Motorfajták
- Alapmotor: 105 lóerős 1,2-es turbó benzinmotor
- 1,4-es feltöltős, 122 lóerős benzinmotor
- 1,4-es feltöltős, 150 lóerős benzinmotor
- 1,4-es feltöltős, 160 lóerős benzinmotor
- 1,4-es feltöltős, 150 +27 lóerős hibrid/benzinmotor (csak tengerentúli modellek)
- 2,0 l-es, 200 lóerős turbó benzinmotor
- 1,6-os, 105 dízelmotor
- 2,0 l-es, 140 lóerős dízelmotor

Közleményében a Volkswagen hangsúlyozta a modell tágasságát, amelynek alapköve, hogy méretnövekedés hatására 6,7 centivel bővült a lábhely. Az autó elődjeivel ellentétben nem osztozik a karosszériaelemeken a Golffal, hanem teljesen önálló modell. Formáját a januárban bemutatott NCC tanulmány inspirálta. Elődjénél szögletesebb a jármű, külsejét főként a vízszintes élek alkotják, jellegében azonban ugyanazt a hagyományos szedán formát hozza, mint eddig.
Európában hat motorral indult a Jetta gyártása. Az 1,2 TSI-t leszámítva a többi motorhoz a manuális sebességváltó helyett kérhető volt dupla kuplungos automata, a két dízelnél és a 2,0 TSI-nél hatfokozatú, a két 1,4-esnél pedig hétsebességes. Az ugyancsak 105 lóerős teljesítményű, de még kisebb fogyasztású 1,6-os dízelmotorért 5,724 millió forintot kellett fizetni, a hétfokozatú, dupla kuplungos DSG váltó hozzá még félmillióba került. Már az alap Trendline felszereltség is tartalmazza a manuális légkondicionálót, a távirányítós központi zárat, a hat légzsákot, a két elektromos ablakemelőt és a menetstabilizáló rendszert hegymenetasszisztenssel. A szintén kizárólag 105 lóerős motorokkal kapható, 260 ezer forinttal drágább Comfortline felszereltségbe már a bőrborítású kormánykerék és váltógomb, a magasságában is állítható, gerinctámaszos komfortülés, és a sebességtartó berendezés is belefért. A leggazdagabb, Highline felszereltség a kétliteres, 140 lóerős dízelmotorral volt kapható 7,185, hatfokozatú DSG-váltóval 7,635 millió forintért.
Tengelytávolsága mit sem változott, de a Golf padlólemezére épített autó így is nagyobbnak tűnik kategóriájánál. Csomagterének befogadóképessége felér a középkategória átlagához. Az 525 literes kapacitás valóban figyelemreméltó, de ezt aligha lehet megfelelően kihasználni, a raktér nyílása ugyanis szűkösebb. Praktikus vevőknek még mindig a Golf Variant, a Golf Plus vagy a Touran javallott. A Jetta utasterére ennek ellenére nehezen lehet panaszkodni: a vezető környezete logikusan berendezett és egyértelmű, még ha nem is túl divatos. Műszerei könnyen leolvashatók, kapcsolói jól kezelhetők, és a kidolgozás is elsőrangú. A Jetta vezetőülésében minden típusú vezető kényelmesen elhelyezkedhet.

## A hetedik generáció (A7;2018–jelen)

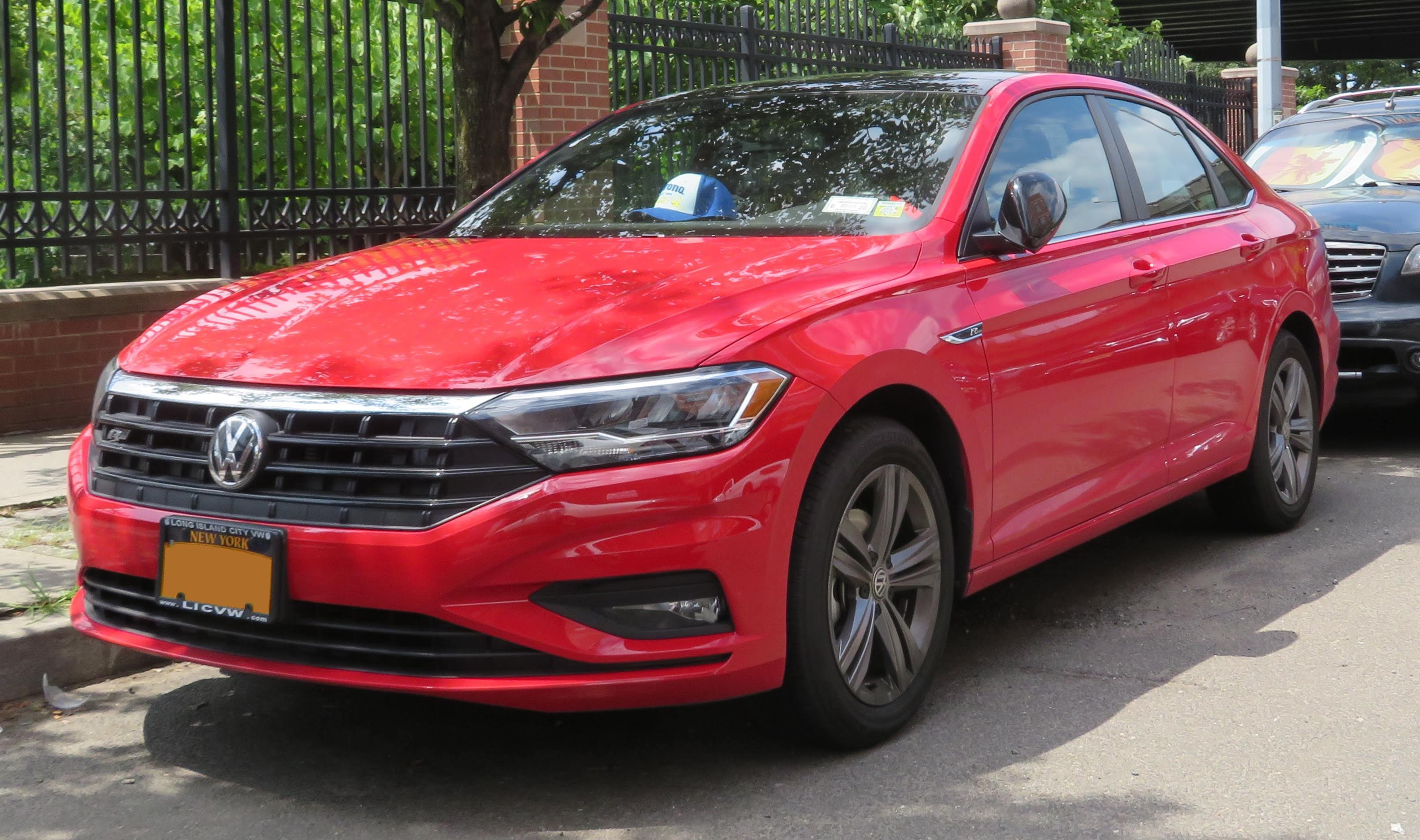
Volkswagen Jetta 2018-tól

2018 elején debütált a hetedik generáció Detroitban, azzal a nem titkolt szándékkal, hogy népszerűsítsék a típust az USA-ban. Ezt a generációt Európában nem is szándékozták forgalmazni, mert az eladások alapján kevés igény mutatkozott a Jetta féle nagy méretű szedánokra, másrészt emiatt nem akartak házon belüli konkurenciát állítani a Passatnak. A kocsit ezért Amerika mellett főleg Kínában forgalmazzák, ott Lavida, illetve Sagitar néven. Meghajtásáról egy 1.4 l-es, turbófeltöltős, 150 lóerős benzinmotor gondoskodik. 2019-ben jelent meg a típus sportosabb változata Jetta GLI néven, melybe a kortárs Golf GTI 2.0 l-es, 228 lóerős motorja került. A formavilág most először nem mutat rokonságot a Golffal.

## Fordítás
Ez a szócikk részben vagy egészben  a   Volkswagen Jetta című angol Wikipédia-szócikk fordításán alapul.  Az eredeti cikk szerkesztőit annak laptörténete sorolja fel. Ez a jelzés csupán a megfogalmazás eredetét és a szerzői jogokat jelzi, nem szolgál a cikkben szereplő információk forrásmegjelöléseként.